# Mendoza, Mexiko
Mendoza är en ort i Mexiko.   Den ligger i kommunen Fresnillo och delstaten Zacatecas, i den centrala delen av landet, 600 km nordväst om huvudstaden Mexico City. Mendoza ligger 2 105 meter över havet och antalet invånare är 435.
Terrängen runt Mendoza är en högslätt. Runt Mendoza är det ganska glesbefolkat, med 38 invånare per kvadratkilometer. Närmaste större samhälle är Rafael Yáñez Sosa, 9,0 km öster om Mendoza. Omgivningarna runt Mendoza är i huvudsak ett öppet busklandskap.